# Neuville-en-Avesnois
Neuville-en-Avesnois è un comune francese di 300 abitanti situato nel dipartimento del Nord nella regione dell'Alta Francia.

## Società

### Evoluzione demografica
Abitanti censiti